# Cosmiotes
Cosmiotes is een geslacht van vlinders van de familie grasmineermotten (Elachistidae).

## Soorten
- C. albipalpella (Chambers, 1880)
- C. cristatella (Chambers, 1876)
- C. epicaeria Diakonoff, 1955
- C. freyerella (Hübner, 1825)
- C. herbigrada (Braun, 1925)
- C. illectella Clemens, 1860
- C. inscia (Meyrick, 1913)
- C. laquaeorum Dugdale, 1971
- C. laquaerorum Dugdale, 1971
- C. nymphaea (Meyrick, 1911)
- C. scopulicola Braun, 1948